# A2 (televizijska postaja)
A2 je kanal iz produkcije makedonske komercijalne televizije A1 TV. Zamijenio je satelitsku inačicu kanala A1 Plus. Emitira uglavnom serije (South Park, Prijatelji...), filmove i zabavni program. Strani program je najčešće emitiran s originalnim tonom.

## Vanjske poveznice
- Službena stranica televizije A1 (mak.)